# Lappkåtatjärnen (Jokkmokks socken, Lappland)
Lappkåtatjärnen är en sjö i Jokkmokks kommun i Lappland och ingår i Luleälvens huvudavrinningsområde. Sjön har en area på 0,0237 kvadratkilometer och ligger 290,6 meter över havet.

## Delavrinningsområde
Lappkåtatjärnen ingår i det delavrinningsområde (734630-170664) som SMHI kallar för Utloppet av Holmträsket. Medelhöjden är 287 meter över havet och ytan är 27,94 kvadratkilometer. Det finns ett avrinningsområde uppströms, och räknas det in blir den ackumulerade arean 52,98 kvadratkilometer. Holmträskbäcken som avvattnar avrinningsområdet har biflödesordning 3, vilket innebär att vattnet flödar genom totalt 3 vattendrag innan det når havet efter 153 kilometer. Avrinningsområdet består mestadels av skog (62 procent). Avrinningsområdet har 5,26 kvadratkilometer vattenytor vilket ger det en sjöprocent på 18,8 procent.